# جوزيف كلارك (سياسي)
جوزيف كلارك (بالإنجليزية: Joseph Clark)‏ هو قاضي ومحامي وسياسي أمريكي، ولد في 12 أكتوبر 1787، وتوفي في 11 مايو 1873. حزبياً، نشط في الحزب الديمقراطي. وقد انتخب عضو جمعية ولاية نيويورك وانتخب عضو مجلس ولاية نيويورك.